# OPUS TITÁSZ Zrt.
Az OPUS TITÁSZ Áramhálózati Zártkörűen Működő Részvénytársaság az ország észak-keleti régiójában, Hajdú-Bihar, Szabolcs-Szatmár-Bereg, Jász-Nagykun-Szolnok, valamint Bács-Kiskun, Pest és Békés megye néhány települése számára biztosít zavartalan áramellátást. A Budapesti Értéktőzsde Prémium kategóriájában jegyzett OPUS Global cégcsoporthoz tartozó vállalat 18.728 négyzetkilométeren végez villamosenergia-elosztási engedélyes tevékenységet, 26.177 kilométer hosszúságú áramhálózatot működtet, közel 400 településen, több mint 788 ezer otthont, munkahelyet lát el árammal.

## Cégtörténet
Az energiaszektor 40-es évek végén kezdődő államosításakor Magyarországon 160 áramszolgáltató biztosította a villamosenergia-ellátást. Az államosítás hatására létrejöttek a jelenlegi áramhálózati szervezetek jogelődjei, többek között 1951. július 1-jén a Tiszántúli Áramszolgáltató Vállalat (TITÁSZ) is. A társaság az ÁVESZ (Állami Villamosenergia Szolgáltató Vállalat) irányításával kezdte meg működését, a debreceni székhelye mellett a nyíregyházi és a szolnoki üzletigazgatóságok is hozzá tartoztak. Hat évvel később, 1957-ben az ország határán túl is megjelent, az egykori Szovjetunió területén Magyarországról szállított anyagokból, összesen 1.000 kilométernyi szakaszon, 3 kompresszorállomás 120,35 és 0,4 kV-os szabadvezetékes-és kábelhálózatát építette ki. A társaság akkoriban leginkább karbantartással, korszerűsítéssel, a munkagépparkok, a védelemautomaták, a hírközlés, illetve az üzemirányítás fejlesztésével foglalkozott.
A 90-es évekre a fogyasztóinak száma elérte a 673 ezret, a teljes hálózatának hossza pedig 23.160 kilométert tett ki. A társaság 1991. december 31-én részvénytársasággá alakult át, majd 4 évvel később a privatizáció következett, amelynek során a részvényeken az Isar-Amper-Werke AG, az ÁPV Rt. és az önkormányzatok osztozkodtak. Később az Isar-Amper-Werke helyét a BayernWerk Hungária, az E.ON Hungária jogelődje vette át.
2000 augusztusára a vállalat már 738 ezer fogyasztót látott el árammal. Ezen év novemberében továbbá beüzemelte a társaság Debrecenben a kombinált ciklusú erőművet.
2004-ben az E.ON Hungária Zrt. megvásárolta a TITÁSZ Rt.-t, a társaság E.ON Tiszántúli Áramszolgáltató Zrt., majd E.ON Tiszántúli Áramhálózati Zrt. néven folytatta tevékenységét.
2019 októberében az OPUS GLOBAL Nyrt. leányvállalata, az OPUS ENERGY Kft. vételi ajánlatot kínált az E.ON Tiszántúli Áramhálózati Zrt. számára. A sikeres szerződéskötést követően 2021. szeptember 1-jétől az E.ON szervezeti struktúrájába integrált egységként működő TITÁSZ az OPUS csoport tagjaként végzi villamosenergia-elosztói feladatát.

## Tevékenység
A vállalat fő feladatai a villamosenergia szállítása, az ehhez szükséges elosztóhálózatok, transzformátorállomások és kapcsolóberendezések biztonságos üzemeltetése, az üzemirányítás, a hálózat folyamatos fejlesztése, karbantartása, a regionális ügyfélkapcsolatok ápolása, valamint a mérési teendők (leolvasások, ellenőrzések) elvégzése. A társaság kis-, közép- és nagyfeszültségű hálózattal is rendelkezik.